# Съвременно семейство
„Съвременно семейство“ (на английски: Modern Family) е американски ситком, който проследява живота на Джей Причет и неговото семейство, които живеят в предградията на Лос Анджелис. Семейството му включва втората му съпруга, доведения му син, невръстния му син, както и двете му пораснали деца и техните семейства. Типично за сериала е героите да говорят на камерата.
На 5 февруари 2019 г. сериалът е подновен за единайсети и последен сезон, който започва на 25 септември 2019 г.
В България сериалът се излъчва по Ейч Би Оу със субтитри на български и преведен като „Съвременно семейство“.